# 판웨밍

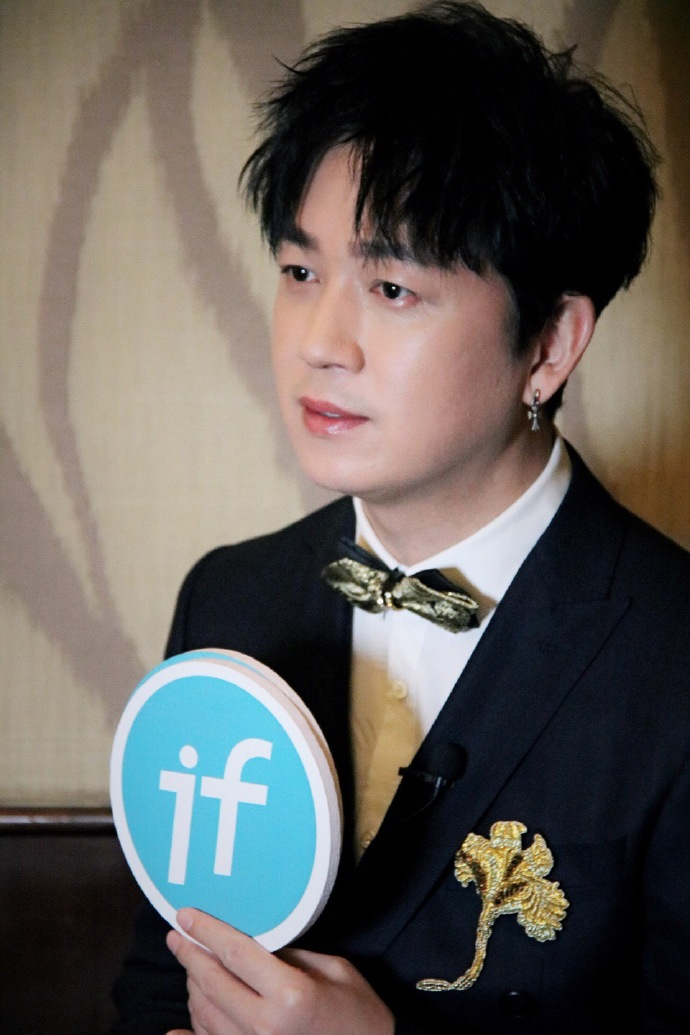

판웨밍(Pan Yueming, 1974년 5월 9일 ~ )은 중화인민공화국의 배우, 텔레비전 배우이다.
쉬안우구에서 태어났다.

## 방송
- 수설아결불료혼
- 역류이상적니
- 신평종협영

## 영화
- 여과부능호호애 (2013년)
- 신평종협영 (2011년) - 장단풍 역
- 건당위업 (2011년)
- 성룡의 쿵푸마스터 (2009년)
- 매란방 (2008년)
- 라이프 쇼 (2002년)